# Гвоздики трипучкові
Гвоздики трипучкові, гвоздика несправжньобородата як Dianthus pseudobarbatus (Dianthus trifasciculatus) — вид рослин з родини гвоздикових (Caryophyllaceae), поширений у південносхідній Європі.

## Опис
Багаторічна рослина 30–100 см заввишки. Стебла внизу шорсткі. Приквіткові луски світло-жовті. Листки ланцетно-лінійні. Чашечка 12–17 мм довжиною. Пластинки пелюсток пурпурні, 5–7 мм довжиною, вгорі з борідкою волосків.

## Поширення
Поширений у південно-східній Європі — Молдова, Румунія, Болгарія, Україна, колишня Югославія.
В Україні вид зростає у степах, узліссях лісів, серед чагарників — на півдні Лісостепу, в західній частині Степу, нечасто.